# Kurigalzu I

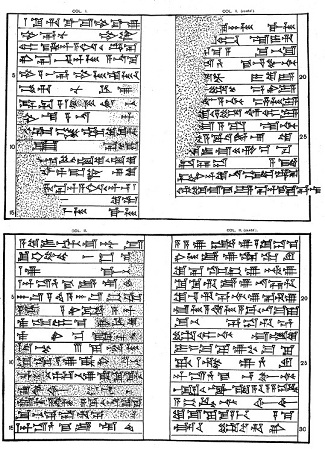
Autobiografía de Kurigalzu

Kurigalzu I fue un rey de la dinastía casita de Babilonia que reinó en el siglo XIV a. C.. Galzu, era el nombre por el que los casitas se llamaban a sí mismos, y Kurigalzu puede significar «Pastor de los casitas» (line 23. Ku-ur-gal-zu = Ri-'-i-bi-ši-i, in a Babylonian name-list).
Adoptó los títulos de «rey de la totalidad» y «rey sin igual entre sus predecesores».

## Biografía
Hijo y sucesor de Kadashman-Harbe I y continuador de su política de rechazo contra los nómadas suteos que amenazaban al reino. Con él, Babilonia alcanzó de nuevo la categoría de gran potencia. Su nombre va ligado a la construcción de Dur-Kurigalzu, ciudad a 17 km de Bagdad, protegida por las montañas de Jebel Hamrin. Al parecer, la elección de esta ciudad no sólo fue por razones estratégicas, sino para librarse de la influencia de la ciudad de Babilonia y los sacerdotes del templo Esagila. 
En política exterior intensificó los lazos con Egipto, entregando a una hija suya como esposa del faraón Amenofis III. En el mismo sentido de esta política se puede citar su negativa a algunos reyezuelos de Siria a sustituir a Egipto como potencia dominante en la región.

## La autobiografía de Kurigalzu
Una copia neobabilónica de un texto que registra la dotación por Kurigalzu, hijo de Kadashman-Ḫarbe, de un templo dedicado a Ishtar, con una finca en el Éufrates medio, cerca de Nippur, se conoce como la autobiografía de Kurigalzu. Tiene la forma de un pequeño prisma hexagonal de arcilla de color amarillo claro y un cilindro fragmentario en ella. dice lo siguiente:

…el que terminó la pared, kišuru, y el que completó el Ékur, proveedor de Ur y Uruk, el que asegura la integridad de los ritos de Eridu, el constructor del templo de An e Inanna, el que asegura la integridad de las ofrendas de Sattukku (alimentos) a los grandes dioses.
Autobiography of KurigalzuPrism BM 108982 and Cylinder NBC 2503